# Fiskebäckskil
Fiskebäckskil is een plaats in de gemeente Lysekil in het landschap Bohuslän en de provincie Västra Götalands län in Zweden. De plaats heeft 417 inwoners (2005) en een oppervlakte van 73 hectare.

## Geboren
- Johan Brunström (1980), tennisser